# Aristolochia cauliflora
Aristolochia cauliflora là một loài thực vật có hoa trong họ Aristolochiaceae. Loài này được Ule mô tả khoa học đầu tiên năm 1905.